# Acronicta metaxanthella
Acronicta metaxanthella är en fjärilsart som beskrevs av Embrik Strand 1921. Acronicta metaxanthella ingår i släktet Acronicta och familjen nattflyn. Inga underarter finns listade i Catalogue of Life.